# Chione (Plantae)
Chione, monotipski biljni rod iz porodice Rubiaceae, dio potporodice Cinchonoideae. Jedina vrsta je C. venosa, manje drvo koje raste od Meksika, preko Srednje Amerike sve do Perua, te na Antilima Postoji više varijeteta.

## Podvrste
- Chione venosa var. buxifolia (Dwyer & M.V.Hayden) David W.Taylor
- Chione venosa var. cubensis (A.Rich.) David W.Taylor
- Chione venosa var. mexicana (Standl.) David W.Taylor
- Chione venosa var. myrtifolia (Griseb.) Borhidi
- Chione venosa var. venosa

## Sinonimi
- Crusea A.Rich.
- Oregandra Standl.
- Sacconia Endl.